# Archange Nkumu
Archange Nkumu (Londres, Inglaterra, 5 de noviembre de 1993) es un futbolista congoleño. Se desempeña como defensa central o centrocampista defensivo y actualmente milita en el KA Akureyri de la Úrvalsdeild.

## Trayectoria
Nkumu ha sido parte de la Academia del Chelsea Football Club desde los 10 años de edad. Nkumu fue trascendiendo en las diferentes categorías hasta que fue seleccionado para participar en la Dallas Cup con el equipo juvenil, la cual se llevó a cabo en Estados Unidos, junto con sus compañeros del equipo Sub-16 Danny Stenning y Todd Kane. En la temporada 2010-11, Nkumu fue promovido al equipo juvenil.

## Clubes
| Club              | País       | Año           |
| ----------------- | ---------- | ------------- |
| Chelsea FC        | Inglaterra | 2010-2012     |
| Yeovil Town       | Inglaterra | 2012          |
| Colchester United | Inglaterra | 2012-2014     |
| KA Akureyri       | Islandia   | 2015-presente |